# Changan Alsvin
Changan Alsvin (кит. 悦翔) — субкомпактный автомобиль, выпускающийся с 2009 года китайской компанией Changan.

## Первое поколение (V101; 2009—2013)
Автомобиль Changan Alsvin впервые был представлен в апреле 2008 года на Пекинском международном автосалоне под названием Changan V101. Серийно автомобиль начал производиться в феврале 2009 года, продажи начались 18 марта 2009 года. Производство автомобилей в кузове хетчбэк было освоено в конце 2009 года. Из-за низкого спроса производство автомобилей было завершено в 2013 году.

### Галерея

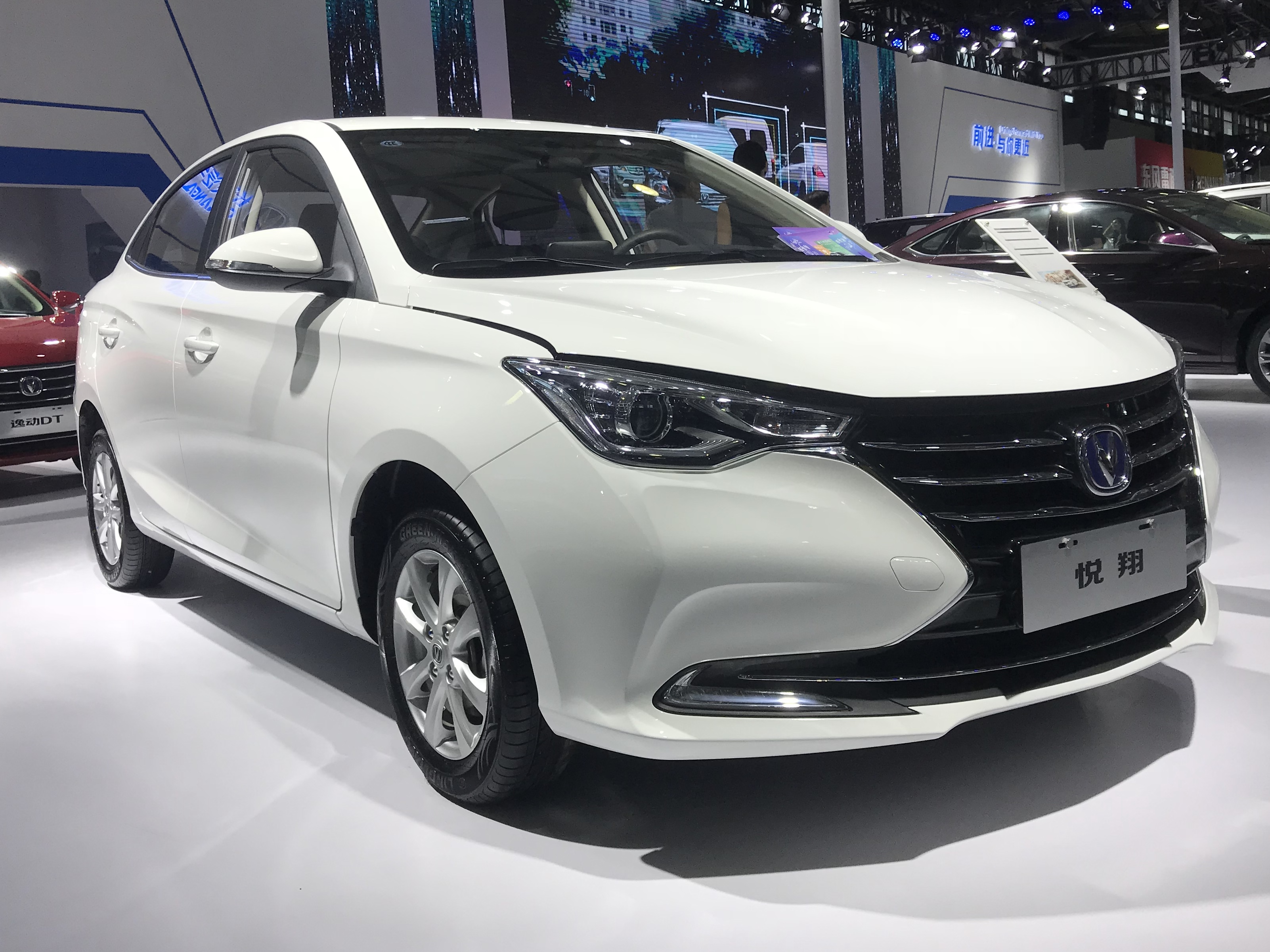
Вид спереди
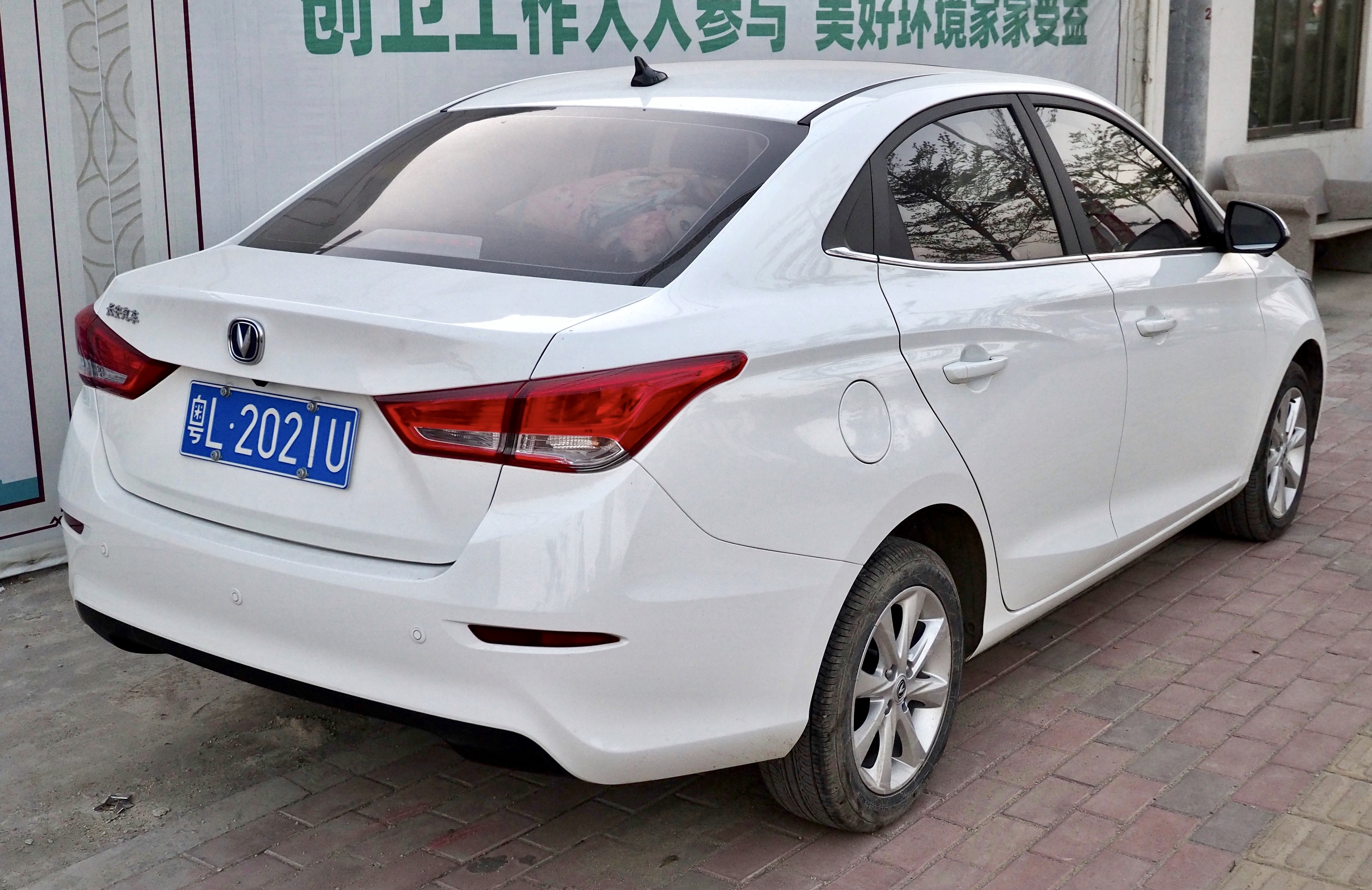
Вид сзади

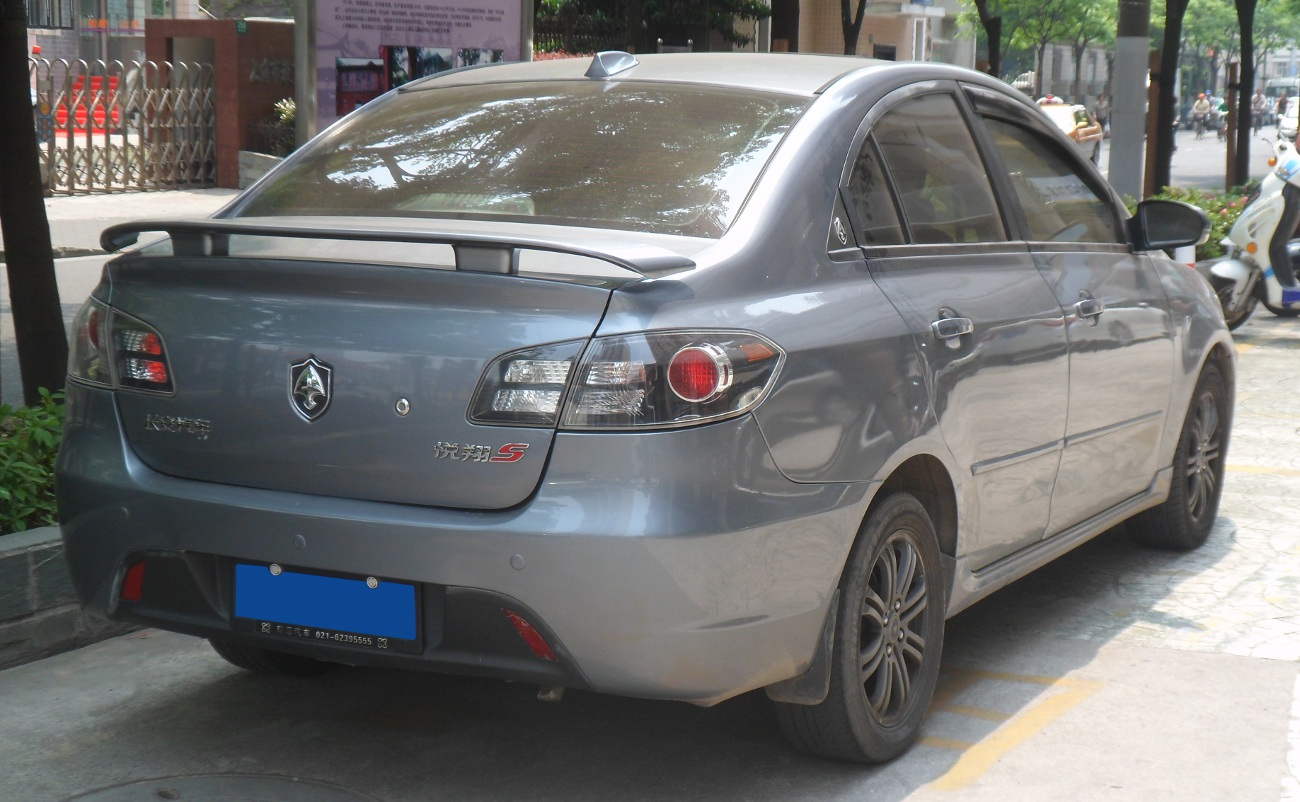
Седан, вид сзади
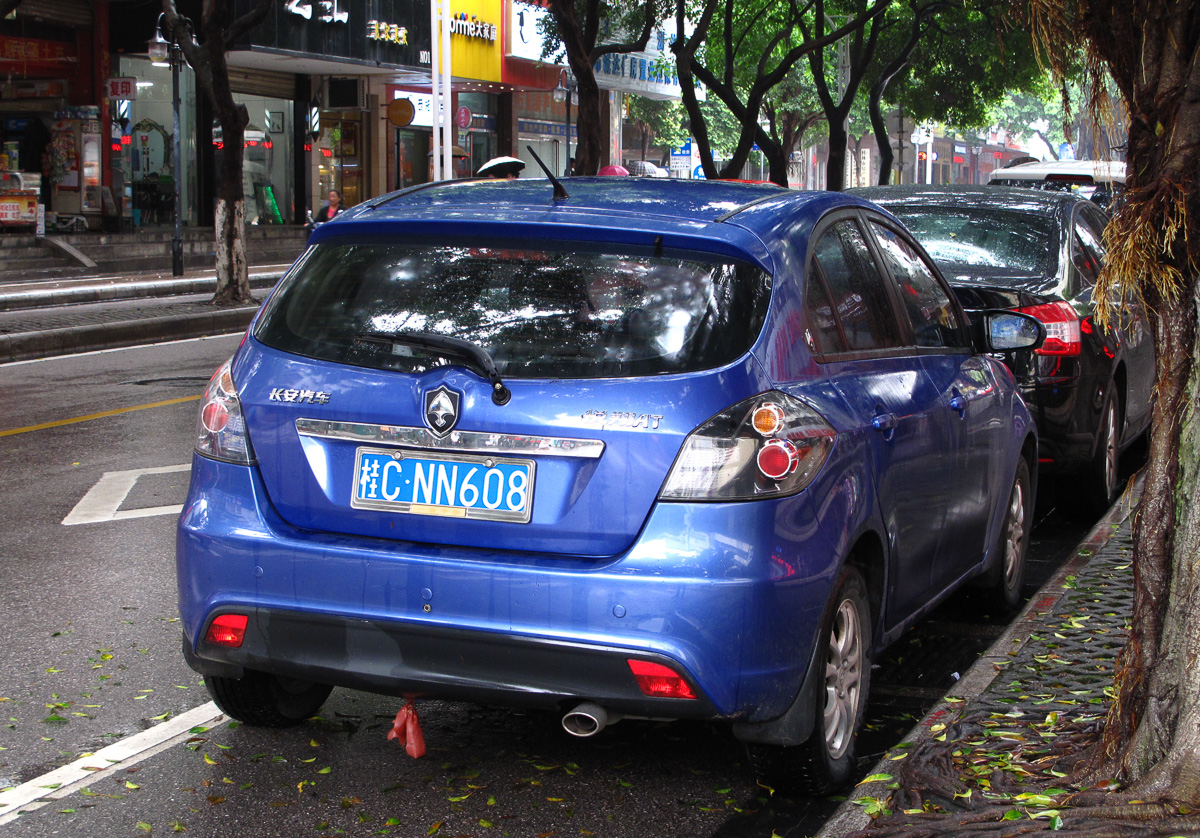
Хетчбэк, вид сзади
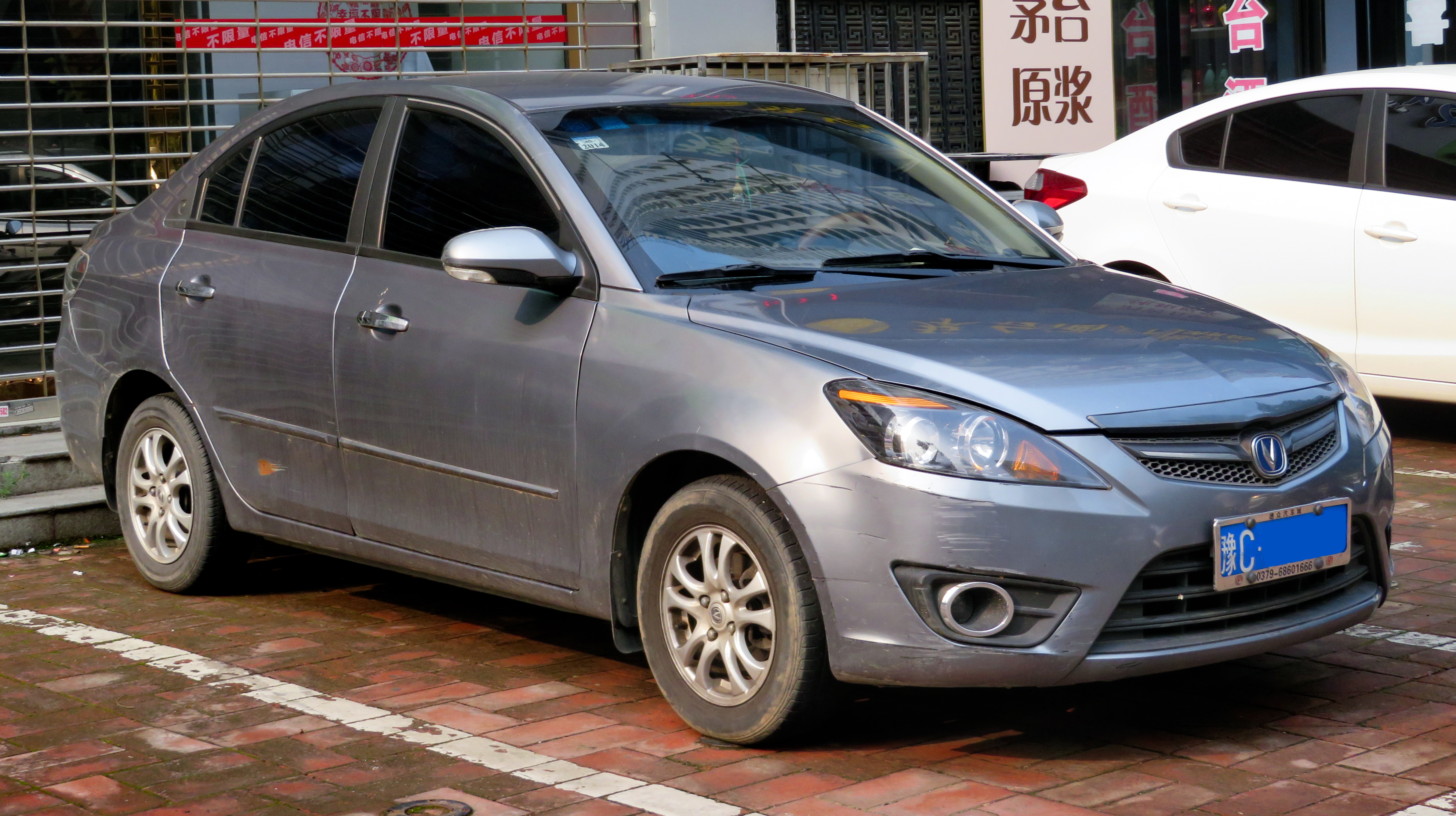
Рестайлинг

## Второе поколение (2012—2017)
Второе поколение представлено целым семейством автомобилей, различающихся дизайном, габаритами и стоимостью. Все они выпускались только в кузове седан. В Россию не поставлялись.

### Changan Alsvin V3 (B501)
Базовая и самая дешёвая модель семейства. Более компактный (длина 4,18 метра) автомобиль В-класса построен на другой платформе с использованием задней многорычажной независимой подвески, оснащён 1,3-литровым рядным четырёхцилиндровым двигателем. В 2014 году претерпел рестайлинг, в ходе которого получил новый 1,4-литровый двигатель. Снят с производства в 2017 году.

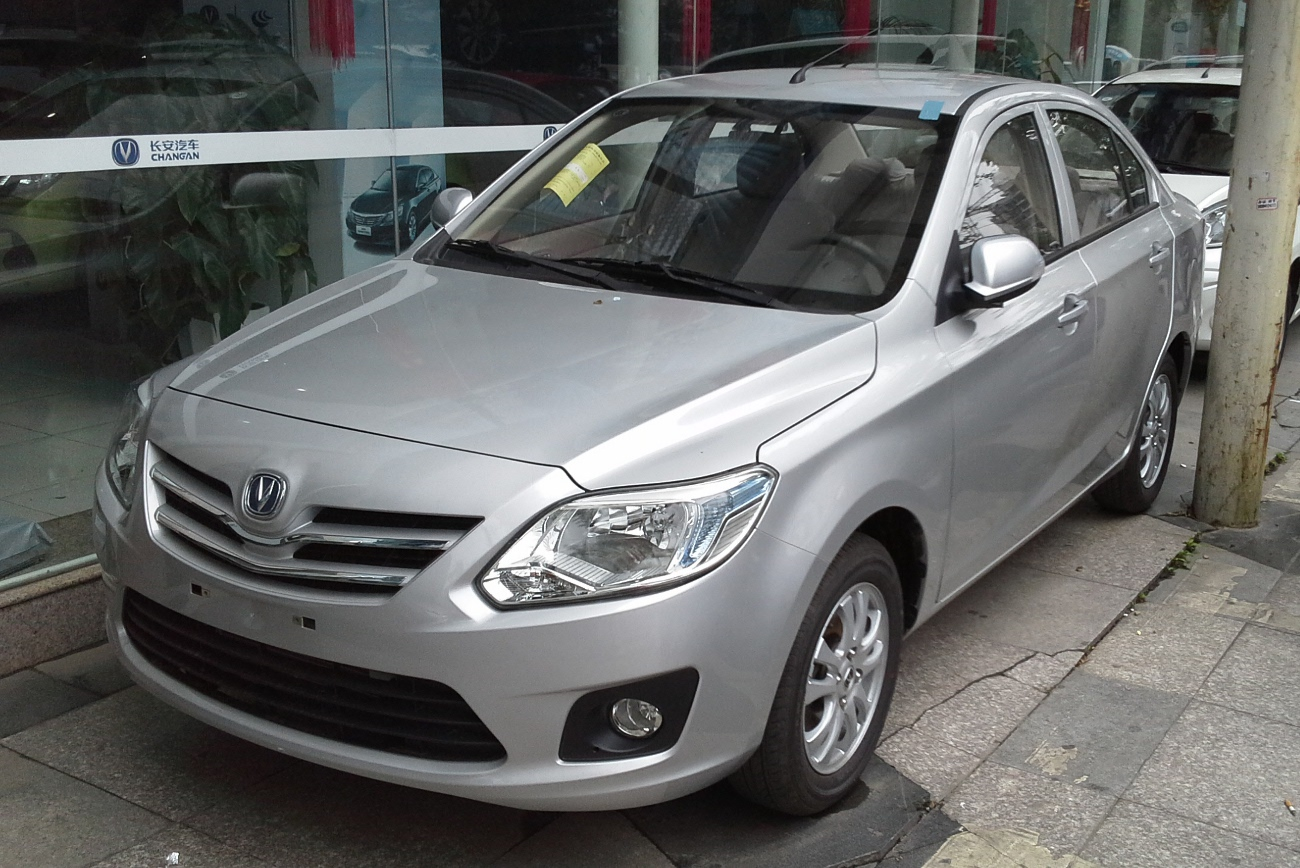
До рестайлинга, вид спереди
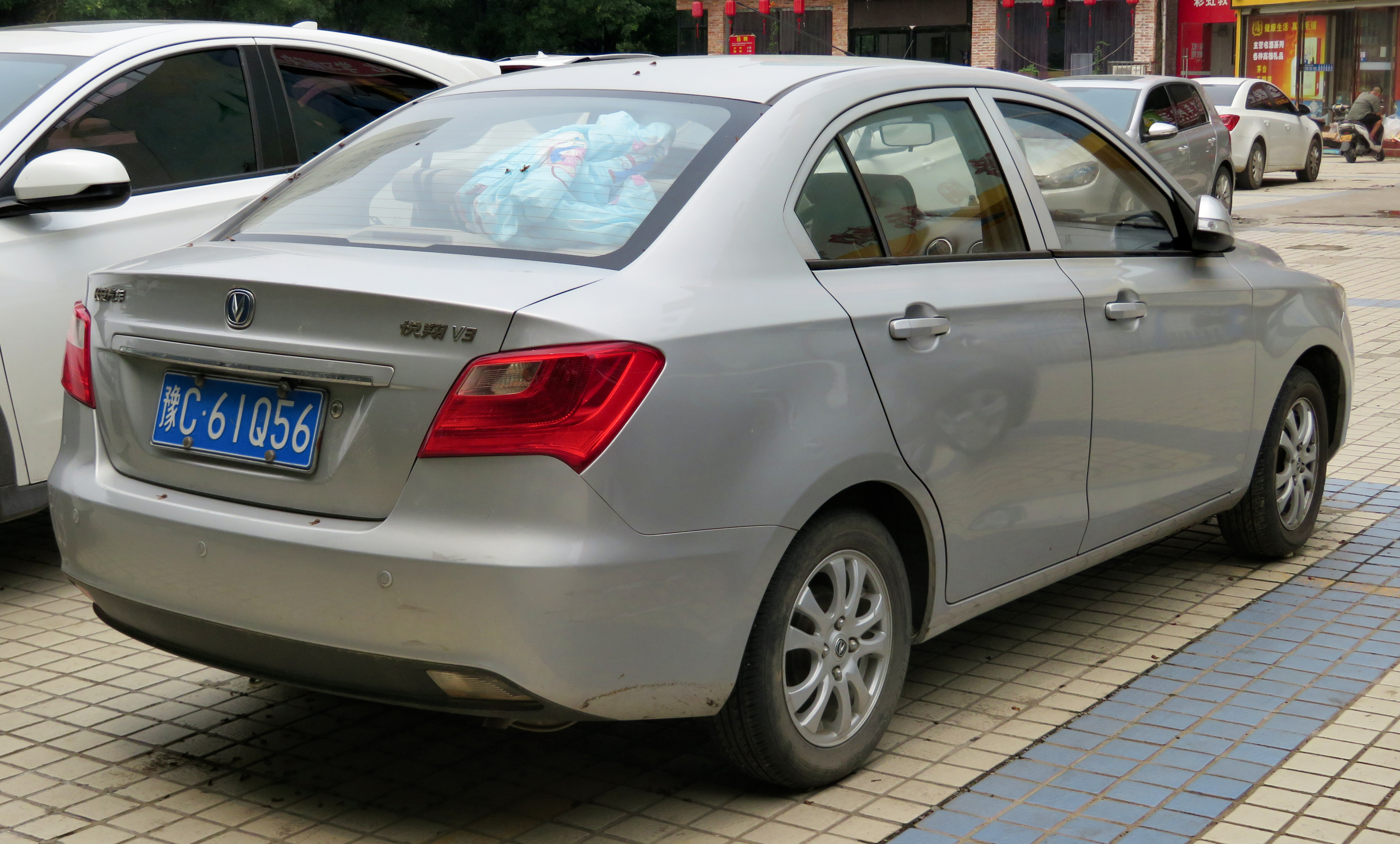
До рестайлинга, вид сзади
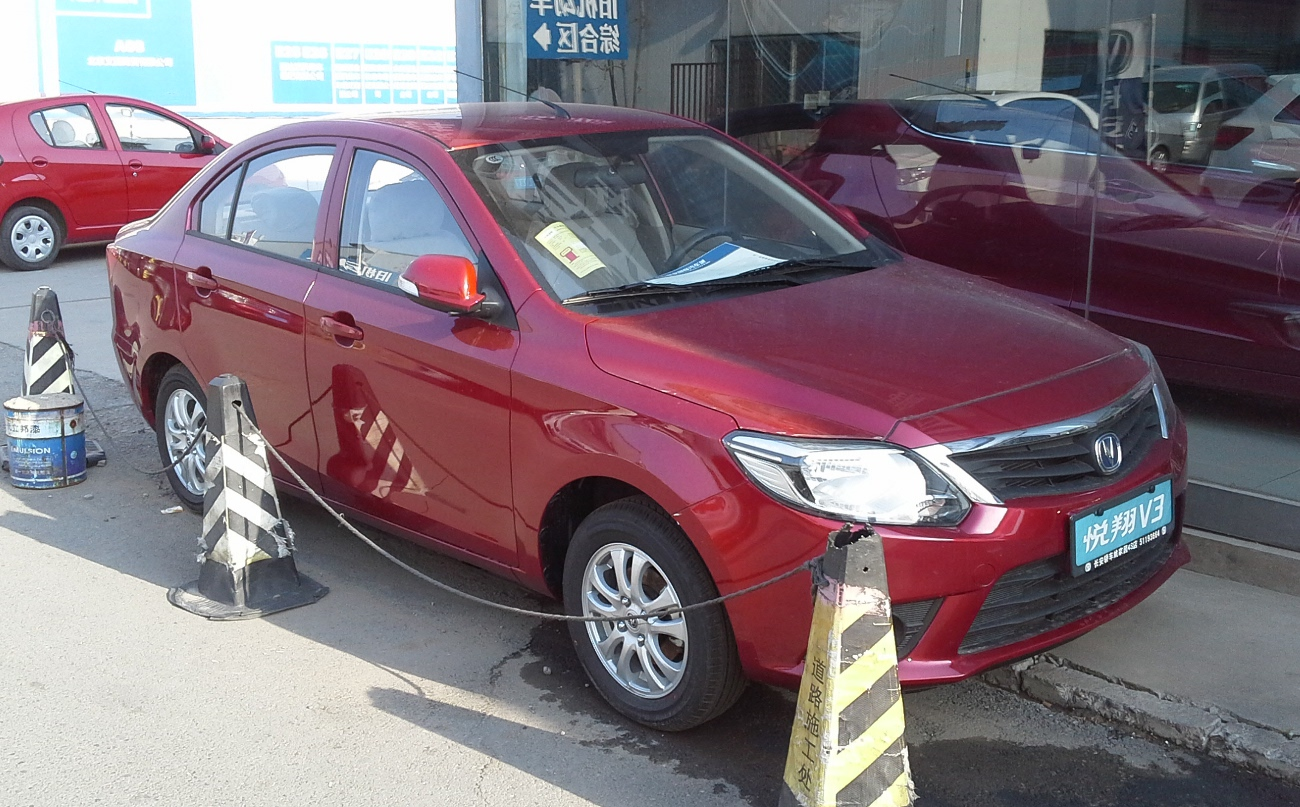
Рестайлинг, вид спереди

### Changan Alsvin V5 (B207)
Changan Alsvin V5 является глубокой модернизацией первого поколения. На рынки модель поставлялась с сентября 2012 года. К 2013 году было продано 52203 экземпляра. Как и в случае с предыдущим поколением, компания ориентировалась на Mazda 3, дизайн передней части фактически скопирован с японского седана. Производство завершилось в 2017 году.

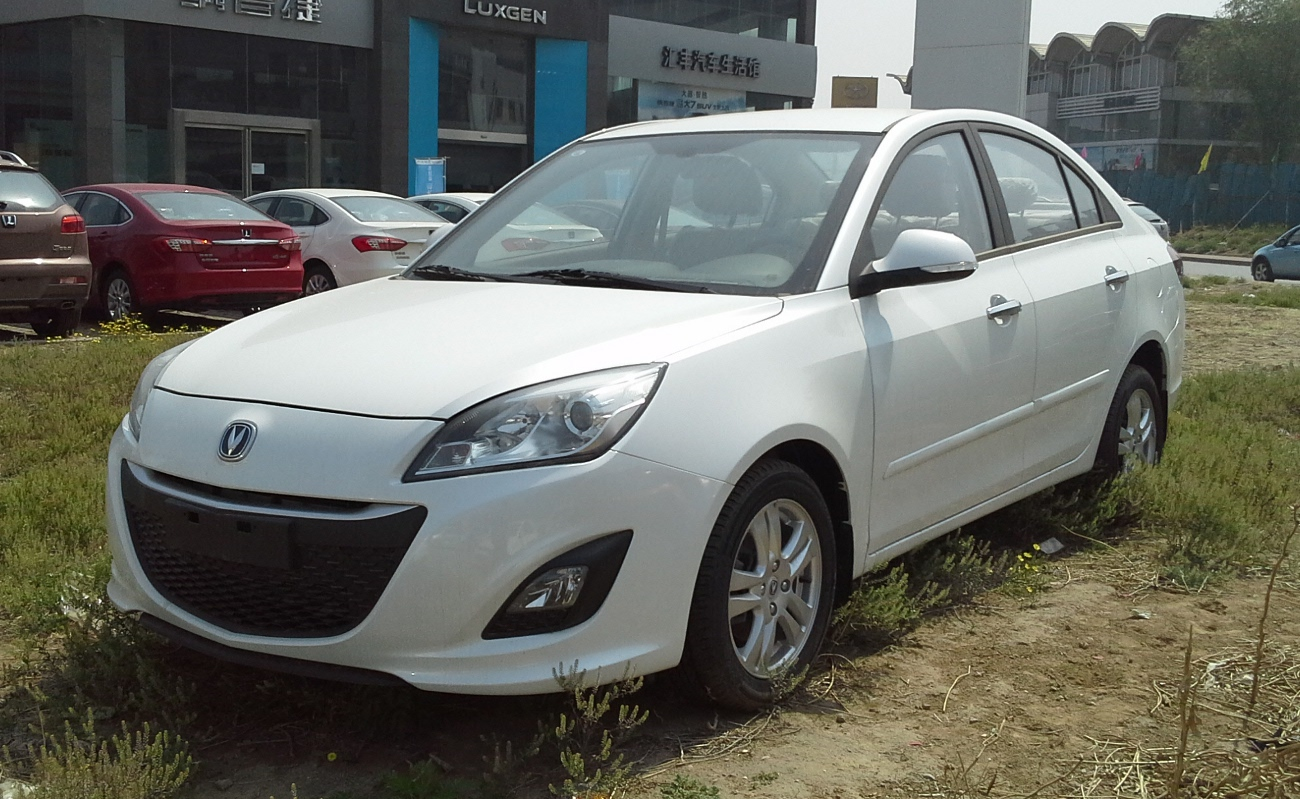
Changan Alsvin V5
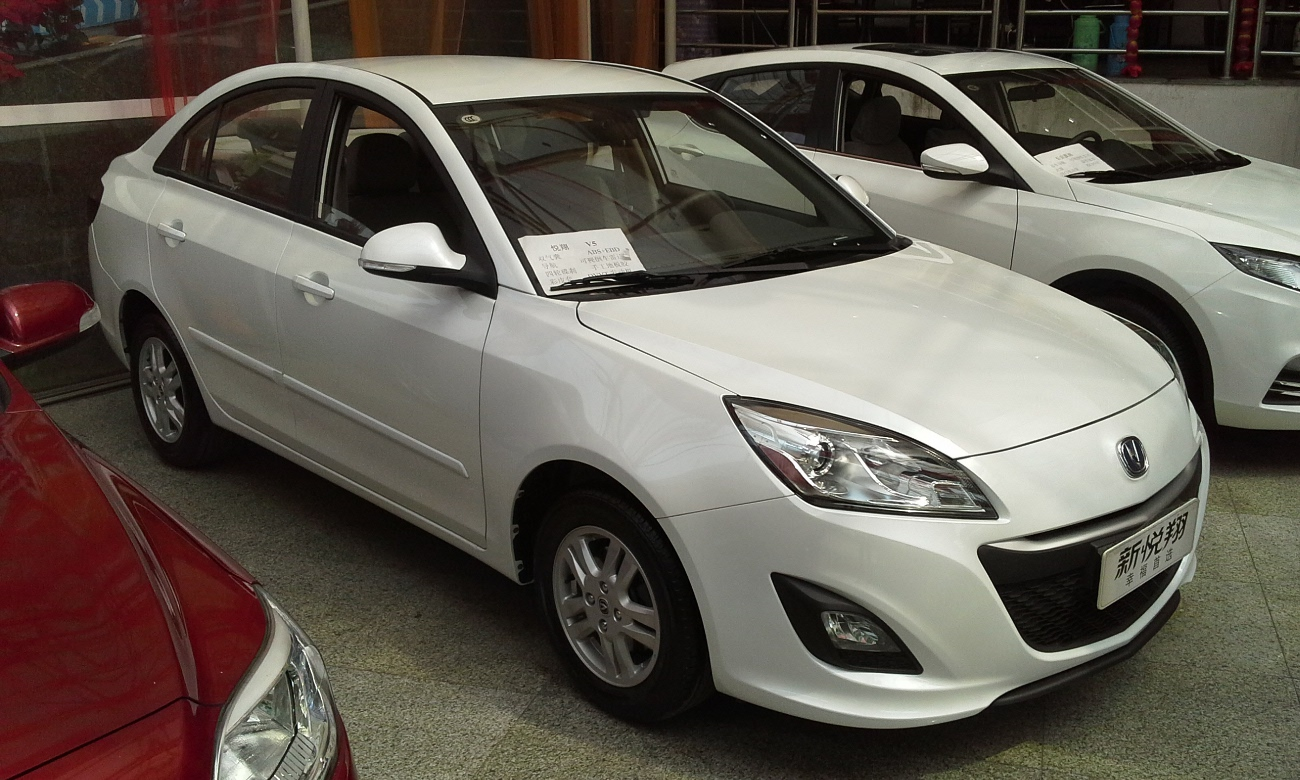
Вид спереди
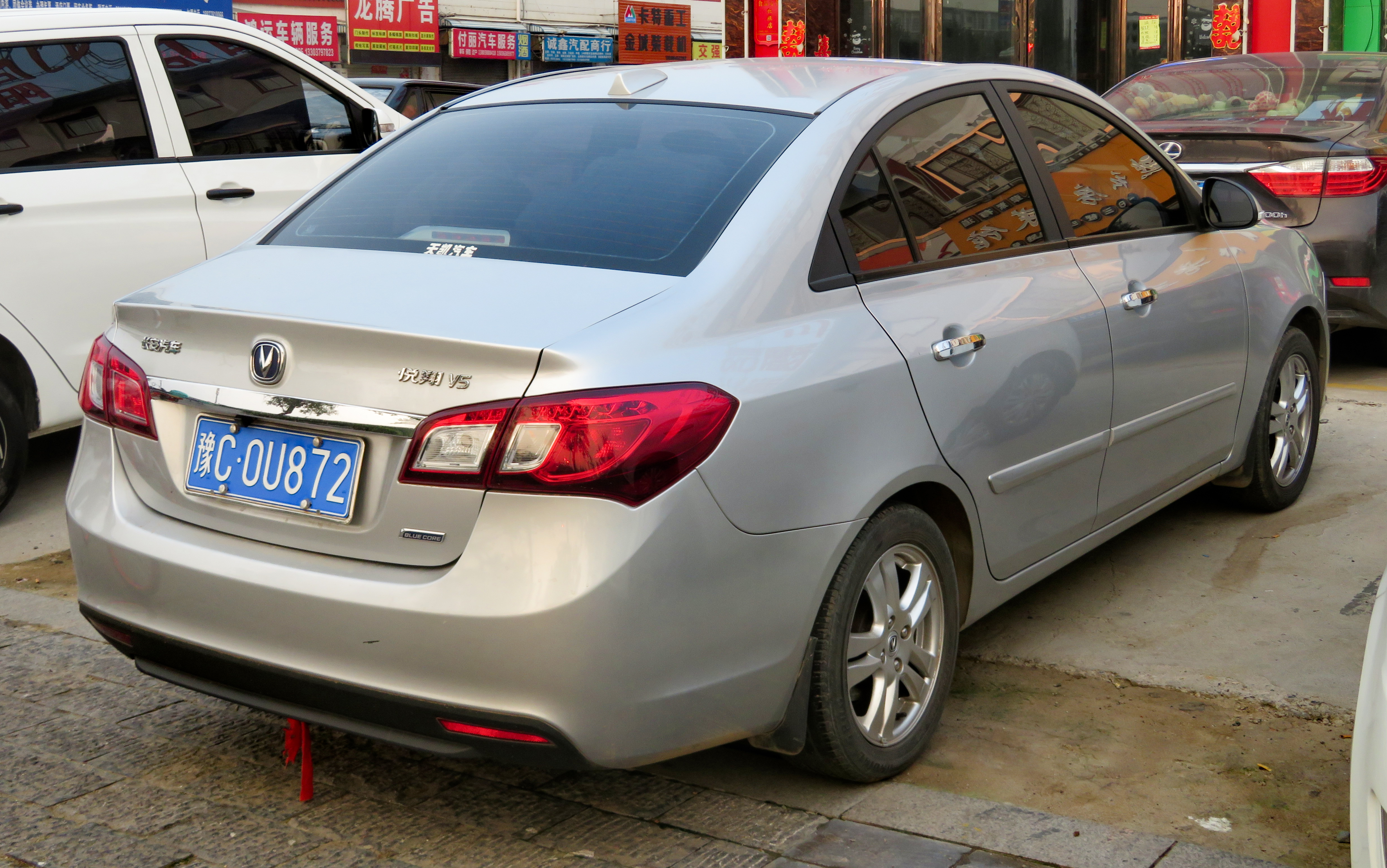
Вид сзади

### Changan Alsvin V7
Changan Alsvin V7 — самая крупная модель семейства, которая по габаритам относится к С-классу (4,53 м). За всю историю производства автомобиль оснащался четырёхцилиндровым двигателем внутреннего сгорания объёмом 1,6 л. Цена составляла от 60900 до 86900 юаней. Модель дебютировала в августе 2014 года на автосалоне в Чэнду. В 2017 году на смену Alsvin V7 пришёл Changan Eado DT, представляющий собой глубокую модернизацию V7.

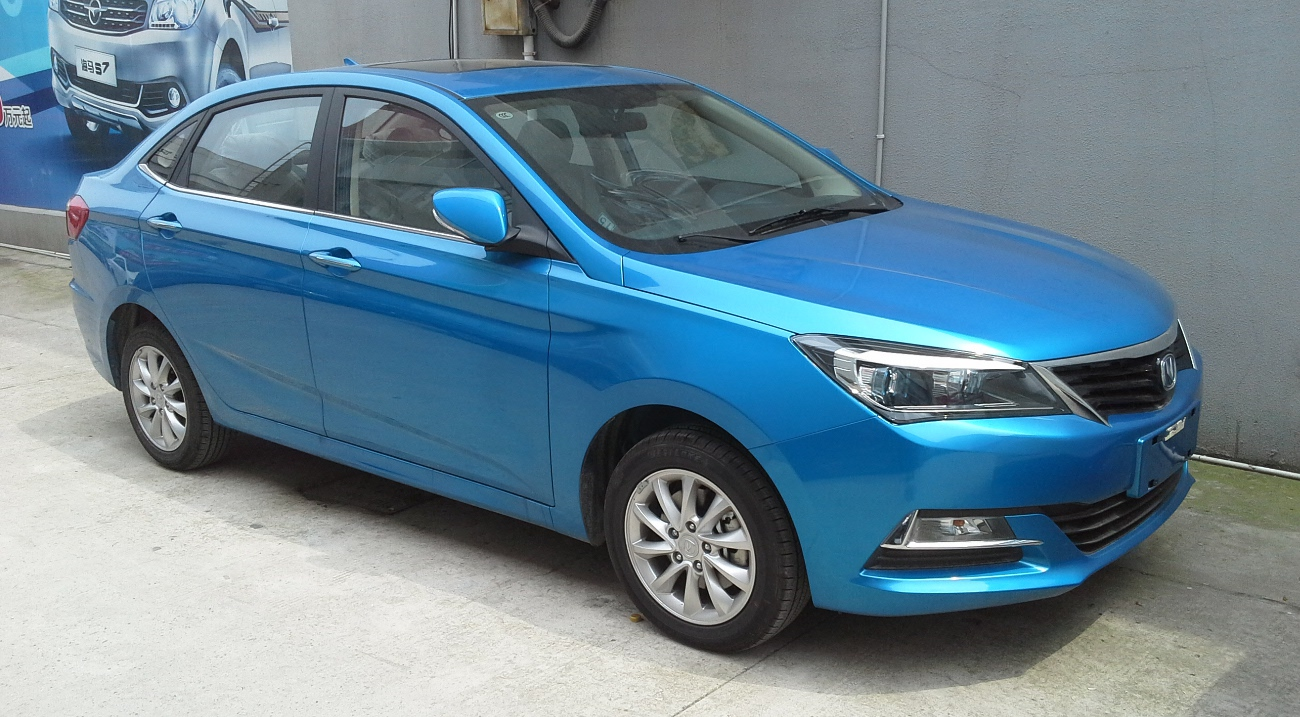
Вид спереди
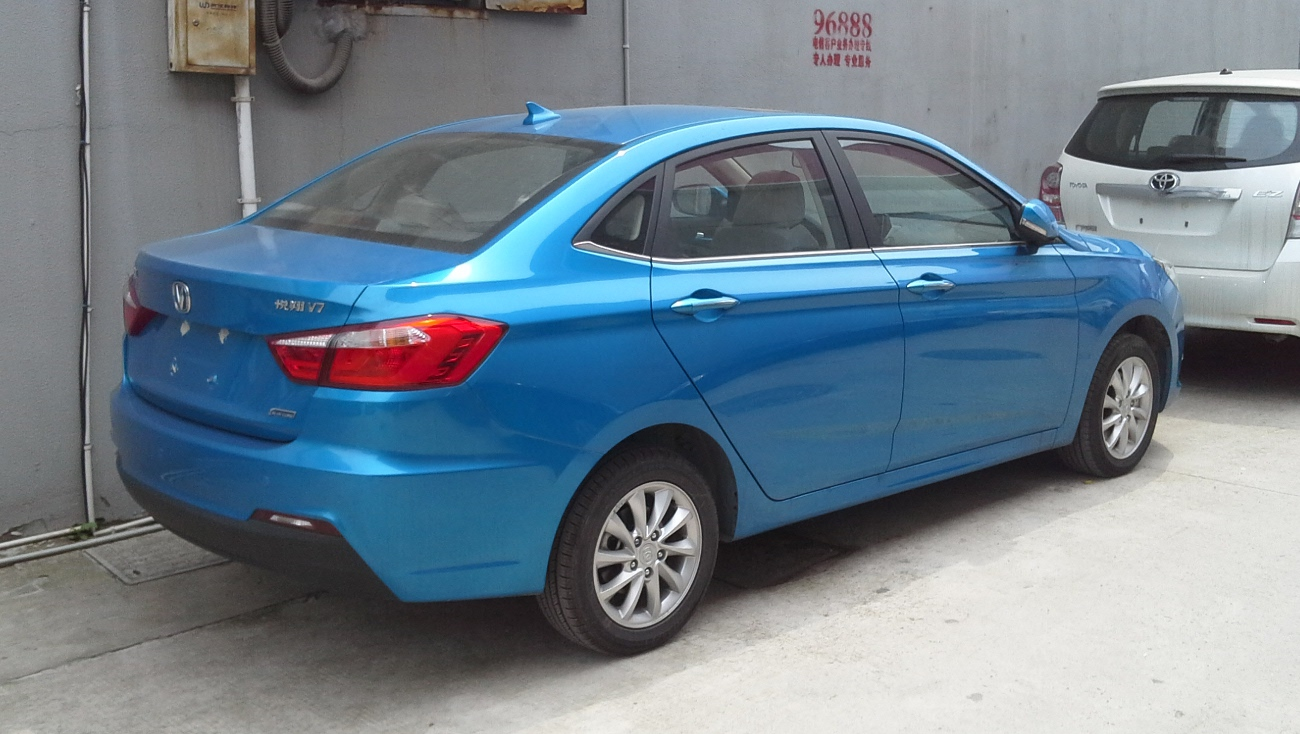
Вид сзади

## Третье поколение (с 2017)
В 2017 году появилось третье поколение Changan Alsvin, которое полностью было разработано компанией Changan и никак не связано с Mazda 3. Его цены составляют от 49900 до 65900 юаней. Вместо четырёхступенчатой автоматической трансмиссии на автомобиль устанавливается 5-ступенчатая трансмиссия с двойным сцеплением.
С 11 января 2021 года автомобиль продаётся в Пакистане в комплектациях Comfort и Lumiere с люком на крыше. 21 июля 2021 года продажи автомобиля начались в Мексике, параллельно с Changan CS35 Plus, Changan CS55 Plus, Changan CS75 Plus и Changan UNI-T.
В России автомобиль продаётся с весны 2023 года. Его конкурентами являются Lada Vesta, Hyundai Solaris и Kia Rio. Объём багажника составляет 380 литров.

### Галерея
- Вид спереди
- Вид сзади